# بينيتو سيرينو
بينيتو سيرينو (بالإنجليزية: Benito Cereno)‏ رواية خيالية من تأليف الكاتب الأمريكي هيرمان ميلفيل. تروي قصة تمرد على سفينة عبودية إسبانية يقودها القبطان الدون بينيتو سيرينو. نُشرت هذه الرواية لأول مرة في ثلاثة أجزاء في مجلة بوتنام الشهرية في عام 1855. نشرت الرواية أيضًا ضمن مجموعة قصص حكايات بيازا: لهيرمان ميلفيل التي طبعت في مايو 1856. يصف الباحث ميرتون إم سيلتس جونيور هذه الرواية بأنها وصف غير مباشر للمواقف السائدة تجاه السود والعبودية في الولايات المتحدة، والتي أدت في نهاية المطاف إلى نشوب الحرب الأهلية الأمريكية بين الشمال والجنوب. من التساؤلات الأدبية الشهيرة: هل اعتمد الكاتب الأمريكي رالف إليسون على بينيتو سيرينو في كتابة روايته «الرجل الخفي» في عام 1952. وصفت رواية بينيتو سيرينو لاحقًا على أنها إحدى أعظم إنجازات هيرمان ميلفيل.
تدور أحداث الرواية في عام 1799 قبالة سواحل تشيلي، حين يزور القبطان أماسا ديلانو سفينة سان دومينيك وهي سفينة عبيد إسبانية يبدو أنها واقعة في محنة ما. يعرض ديلانو المساعدة بعد أن يخبره قبطان السفينة بينيتو سيرينو أن العاصفة استهلكت مؤن السفينة وأودت بحياة عدد من أفراد الطاقم. يلاحظ ديلانو أن سيرينو يتصرف بشكل سلبي مع قائد الطاقم وأن سلوك العبيد مثير للريبة، وعلى الرغم من شكوكه هذه يقرر في النهاية أنها مجرد أوهام فقط، ولكن بعد أن يغادر السفينة سان دومينيك ويتبعه القبطان سيرينو، يكتشف أن العبيد سيطروا على السفينة وأجبروا بقية الطاقم الناجي على التصرف بشكل طبيعي أمامه. يستخدم الكاتب طرفًا ثالثًا ليقدم وجهة نظر ديلانو، وقد أصبحت هذه الطريقة مثالًا شائعًا لهذا النوع من السرد الأدبي لاحقًا.

## خلفية
كتب أندرو ديلبانكو كاتب سيرة هيرمان ميلفيل أنه في خمسينيات القرن التاسع عشر لم يكن موضوع ثورة على سفينة عبودية أمرًا مستبعد الطرح في عمل أدبي. ففي عام 1839 حدث تمرد على السفينة الإسبانية لا أميستاد وسيطر عليها خمسون عبدًا قبالة سواحل كوبا، وقتلوا اثنين من أفراد الطاقم. استولت سفينة حربية أمريكية لاحقًا على السفينة أميستاد عندما اقتربت من ساحل لونغ آيلاند، ثم أعقب ذلك معركة قانونية وصلت إلى المحكمة العليا في الولايات المتحدة، حيث نجح جون كوينسي آدمز في تحرير العبيد في حكم المحكمة العليا الأمريكية عام 1841 الصادر في قضية الولايات المتحدة ضد أميستاد. وفي عام 1841 كانت سفينة كريول الأمريكية تنقل العبيد من فرجينيا إلى نيو أورلينز عندما قتل تسعة عشر عبدًا أحد البحارة واستولوا على السفينة التي أبحرت إلى جزر البهاماس البريطانية، وفي هذه القضية أطلق سراح العبيد بموجب قانون تحرير العبيد في بريطانيا لعام 1833. أصبح ماديسون واشنطن قائد التمرد بطلًا لرواية ظهرت بعد قرابة عقد من الزمان على الحادثة، وذلك عندما نشر فريدريك دوغلاس روايته القصيرة ذا هرويك سليف في مارس 1853 في جريدة نورث ستار المناهضة للعبودية.